# Stenotomus
Stenotomus — рід окунеподібних риб родини Спарові (Sparidae).

## Класифікація
Рід містить 2 види:
- Stenotomus caprinus (Jordan et Gilbert, 1882)
- Stenotomus chrysops (Linnaeus, 1766)